# 湯克寬
汤克宽（？—1576年），明朝邳州人，将门出身。
历任参将总兵。他在浙江和金山卫、崇明岛、宝山抗击倭寇。嘉靖三十四年（1555年）他和卢镗、俞大猷在嘉兴之北的王江泾大破倭寇。后来和俞大猷南下抗倭，留驻广州。万历初年到蓟州镇，鞑靼攻打古北口，汤克宽追击遇伏阵亡。